# Kadjaren
De Kadjaren-dynastie (Perzisch: قاجاریان,) (ook geschreven als Qajaren) was een Perzische dynastie van Turkse afkomst die van 1796 tot 1925 over het Perzische Rijk heerste.

## Geschiedenis
De dynastie werd gevestigd in 1796 door Agha Mohammed Khan Kadjar, zoon van de heerser in noordelijk Perzië, die de verschillende rivaliserende groepen versloeg en zo een einde maakte aan een burgeroorlog die tientallen jaren had gewoed na de dood van Nadir Sjah. In 1796 veroverde hij Teheran en maakte het tot zijn hoofdstad. Hij heroverde eveneens de landsgebieden in de Kaukasus en in het oosten van het rijk, die in de voorgaande eeuw verloren waren gegaan. Hij werd, niet lang nadat hij aan de macht kwam, vermoord door enkele bedienden die op diefstal waren betrapt, waarna hij opgevolgd werd door zijn neef Fath Ali.
Gedurende de periode van de Kadjaren-dynastie verkregen Europese grootmachten zoals het Verenigd Koninkrijk en Rusland geleidelijk relatief veel invloed op Perzië, maar het land bleef wel onafhankelijk. Tijdens het bewind van Fath Ali Sjah werd Perzië middels twee oorlogen gedwongen noordelijke gebieden aan de Russen af te staan, ondanks optreden van het Perzisch leger onder de leiding van kroonprins Abbas Mirza. De kwaliteit van de Russische kanonnen leverde uiteindelijk het voordeel voor de Russische troepen op.
In 1800 gingen de Fransen onder Napoleon een alliantie aan met Fath Ali Sjah om via Perzië Brits India te bereiken. Als tegenprestatie voor een vrije doorgang beloofden de Fransen de Perzen te steunen in hun oorlog met Rusland. Frankrijk sloot echter heimelijk een verdrag met Rusland, waardoor de Perzische troepen op zichzelf waren aangewezen tegenover de troepen van grootmacht Rusland. In 1804 brak de Eerste Russisch-Perzische Oorlog uit, waarbij onder andere Bakoe en Derbent door de Russen veroverd werden. In 1813 werd een vrede getekend.
Van 1826-1828 woedde de Tweede Russisch-Perzische oorlog. De Perzen waren ontevreden over de voorwaarden van de eerste oorlog en verklaarden nu zelf de oorlog aan de Russen. De oorlog liep uit op een vernedering voor de Perzen.
Ook werden in het midden van de negentiende eeuw diverse oorlogen gevoerd door de Perzen om het westen van Afghanistan te heroveren. In diezelfde periode vervolmaakten de Russen ondertussen hun veroveringen van Centraal-Azië. Om de militaire macht van de Russen een halt toe te roepen, zochten de Perzen een bondgenootschap met het Verenigd Koninkrijk. Hierdoor verkregen de Britten diverse commerciële concessies zoals de aanleg van spoorwegen en het boren naar aardolie. Het fundament voor het latere bedrijf BP werd hiermee gelegd.
Tegen het eind van de 19e eeuw ondernamen de sjahs diverse pogingen om het land te moderniseren. Zo werd in 1906 een volksvertegenwoordiging (Majlis) geïnstalleerd. Tevens werden hoger onderwijs, gezondheidsinstellingen, de politie en de overheidsinstellingen gemoderniseerd.
Tijdens de Eerste Wereldoorlog wilde Perzië neutraal blijven, maar het Osmaanse Rijk had de kant van de Duitsers gekozen en de olievelden waren té belangrijk om niet beschermd te worden. Zowel Rusland als het Verenigd Koninkrijk vielen Perzië binnen. Na de oorlog heerste er door het optreden van Britse en Russische troepen chaos in Perzië. De Britten wilden het land graag onder hun mandaat stellen. Zij waren bewust geworden van de grote strategische en economische betekenis van aardolie. Toen Ahmad Sjah echter niet wilde buigen voor Britse druk, keken de Britten uit naar andere mogelijkheden om hun invloed in het land te vergroten. Met Britse steun pleegde kolonel Mirza Reza een staatsgreep in 1921. Na een aantal jaren de politieke leiding te hebben gehad, wilde hij meer en in 1925 dwong hij het parlement hem tot sjah te verkiezen. De laatste Kadjaren-sjah werd -tegen de regels van de constitutie in - afgezet en Mirza Reza nam de pre-islamitische naam Pahlavi aan en vestigde zo de Pahlavi-dynastie, die tot 1979 zou regeren.

## Invloed
Onder de Kadjaren vond een renaissance plaats van de Perzische kunsten. Het hof investeerde veel in de bouw van paleizen en tuinen alsook de vervaardiging van vele kunstvoorwerpen. Onder leiding van enkele vooruitstrevende ministers, vooral door de getalenteerde Nasser ed-Din Sjah, werd ook de aanzet gegeven voor een literaire bloeiperiode. Ook de beoefening van de wetenschap kreeg onder de Kadjaren een nieuw elan. Reeds onder Fath Ali Sjah en op instigatie van diens kroonprins Abbas Mirza Nayeb os-Saltaneh, werden de eerste Perzische studenten naar Engeland gestuurd. Enige decennia later zou een zoon van Fath Ali Sjah, prins Etezad os-Saltaneh, dit initiatief op grotere schaal voortzetten. Ook maakte hij de plannen van de moderne eerste minister Amir Kabir tot oprichting van een modern onderwijsinstituut mogelijk: de Dar ol-Fonoun, de eerste op westerse wetenschap gebaseerde Perzische hogeschool.
Vanaf circa 1990 is er in de huidige Islamitische Republiek Iran sprake van een ware herleving van de belangstelling voor de geschiedenis en cultuur van de Kadjaren-tijd, gezien de vele publicaties, documentaires, films, exposities.
De nazaten van de Kadjaren-dynastie wonen verspreid over de wereld, maar houden hun onderlinge banden warm middels de Kadjar (Qajar) Family Association, waarin zij verenigd zijn en de International Qajar Studies Association (IQSA), die vanaf 2000 actief is. Een eerste bijeenkomst van IQSA vond plaats aan de universiteit van Leiden. Sinds dat jaar heeft IQSA vele tijdschriften en boeken gepubliceerd over het wel en wee van deze dynastie. Het kantoor en archief van de IQSA is sinds 2017 gevestigd in Museum Het Ursulinenconvent – Internationaal Museum voor Familiegeschiedenis te Eijsden, Zuid-Limburg, terwijl een deel van het archief ook voorlopig is ondergebracht in het Internationaal Instituut voor Sociale Geschiedenis te Amsterdam.

## Sjahs van de Kadjaren
- Agha Mohammed Khan Kadjar (1796-1797)
- Fath Ali Sjah (1797-1834)
- Mohammad Sjah (1834-1848)
- Nasser ed-Din Sjah (1848-1896)
- Mozzafar ed-Din Sjah (1896-1907)
- Mohammad Ali Sjah (1907-1909)
- Ahmad Sjah (1909-1925)